# Mountain Brook
Mountain Brook – miasto w Stanach Zjednoczonych, w stanie Alabama, w hrabstwie Jefferson.

## Demografia
W 2008 liczyło 21 159 mieszkańców. W 2023 liczba mieszkańców wzrosła do 21 737 osób, a gęstość zaludnienia do 685,7 osoby/km².